# Beyla (nordique)
Pour les articles homonymes, voir Beyla.
Figure mineure de la mythologie scandinave, Beyla est, avec son mari Byggvir, une des servantes de Freyr. Elle est considérée comme la personnalisation de l’abeille (grâce à qui on confectionne l'hydromel).
L’unique apparition connue de Beyla se trouve aux strophes 55-56 de la Lokasenna, où elle annonce la fin du poème : Hlorridi, c'est-à-dire Thor, approche et, avec lui, le châtiment des insolences de Loki :
Beyla qvaþ / Beyla dit :
| 55. | « Fioll a/ll scialfa, hygg ec a for vera heiman Hlorriþa; hann reþr ró þeim er rogir her goð a/ll oc gvma.» | « Le montagnes tremblent toutes, Je crois qu'est en route De chez lui Hlorridi ; Il va imposer le silence À qui calomnie ici Tous les dieux et les hommes. » |

Loci qvaþ / Loki dit :
| 56. | « Þegi þv, Beyla ! þv ert Byggviss qven oc meini blandin mioc; okynian meira coma meþ asa sonom, a/ll ertv, deigia! dritin. » | « Tais-toi, Beyla ! Tu es la femme de Byggvir Et fort mêlée de mal. De pire dégénérée, Il n'est pas venu chez les fils des Ases Tu es toute crottée, pétrisseuse.» |

## Sources
- DUMEZIL, Georges – « Deux petits dieux scandinaves : Byggvir et Beyla », dans : Mythes et dieux de la Scandinavie ancienne – Paris : Gallimard, 2000 (coll. « Bibliothèque des sciences humaines »).
- SIEVERS, Eduard - « Grammatische Miscellen, 8 : Altnord. Váli und Beyla » - pp.582-84 dans : Beiträge zur Geschichte des deutschen sprache und literatur, n°18 (1894).